# Fire Down Below - L'inferno sepolto
Fire Down Below - L'inferno sepolto (Fire Down Below) è un film statunitense del 1997 diretto da Félix Enríquez Alcalá.
Le riprese del film si svolsero dal 9 settembre 1996 al 4 dicembre 1996.
Il film ha ricevuto quattro candidature ai Razzie Awards, tutte e quattro per Steven Seagal.

## Trama
Jack Taggart, dell'EPA (Agenzia per la protezione dell'ambiente), viene mandato in una cittadina del Kentucky per indagare sull'ecomafia e su alcune morti e malattie sospette degli abitanti del luogo, causate, secondo i suoi superiori, da un smaltimento illegale di rifiuti tossici che uno spietato uomo d'affari, Orin Hanner, compie assieme al figlio e a un gruppo dei suoi scagnozzi più fedeli. La compagnia sembra anche avere qualcosa a che fare con l'omicidio di un collega di lavoro nonché amico di Jack, trovato morto in circostanze poco chiare mentre stava indagando sulla vicenda. Giunto sul posto, Jack riesce, non senza difficoltà, a farsi amica la popolazione locale, soprattutto la sfuggente Sarah, una donna dal misterioso passato con la quale nessuno in paese sembra voler avere nulla a che fare.
Jack riesce comunque a portare a termine il suo lavoro; Hanner viene invece arrestato e condannato a pagare una multa salata per avere messo in pericolo la vita di migliaia di persone.